# دانيال د. برات
دانيال داروين برات (بالإنجليزية: Daniel D. Pratt) (26 أكتوبر 1813 – 17 يونيو 1877)، كان سيناتورًا في مجلس الشيوخ الأمريكي عن ولاية إنديانا. وُلد في بلدة باليرمو بولاية مين، وانتقل مع والديه إلى نيويورك حيث استقروا في بلدة فينر. تلقى تعليمه في المدارس العامة والتحق بمعهد كازينوفيا، ثم تخرج من كلية هاميلتون عام 1831.
في عام 1832، انتقل إلى ولاية إنديانا وعمل مدرسًا، ثم استقر في إنديانابوليس عام 1834، حيث عمل في مكتب وزير الخارجية للولاية. درس القانون وقبل في نقابة المحامين، وبدأ ممارسة المحاماة في مدينة لوغانسبورت عام 1836.
شغل برات منصب عضو في مجلس نواب ولاية إنديانا في عامي 1851 و1853. وفي عام 1868، انتُخب نائبًا في الكونغرس الحادي والأربعين عن الحزب الجمهوري، لكنه قدّم استقالته في 27 يناير 1869 قبل بدء ولايته، بعد أن تم انتخابه لعضوية مجلس الشيوخ الأمريكي مطلع ذلك الشهر. خدم في مجلس الشيوخ من 4 مارس 1869 حتى 3 مارس 1875، وكان خلال فترته رئيسًا للجنة المعاشات في الكونغرسين الثاني والأربعين والثالث والأربعين.
كان برات عضوًا في محفل تيبتون رقم 33 للماسونية في لوغانسبورت، وتم رفعه إلى درجة الماسوني عام 1837، وشغل منصب الأستاذ المُكرَّم للمحفل في عام 1844.
مارس برات مهنة المحاماة مع ابن شقيقه دانيال بي. بالدوين، الذي شغل لاحقًا منصب المدعي العام لولاية إنديانا بين عامي 1880 و1882.
في عامي 1875 و1876، عُيّن مفوضًا للإيرادات الداخلية من قِبل الرئيس يوليسيس إس. غرانت.
توفي في لوغانسبورت عام 1877، ودُفن في مقبرة ماونت هوب.